# 伊予小松駅
伊予小松駅（いよこまつえき）は、愛媛県西条市小松町新屋敷にある四国旅客鉄道（JR四国）予讃線の駅である。駅番号はY34。

## 歴史
かつて一部の急行列車が停車しており、1984年2月ダイヤ改正時点では下りは「うわじま」5号・9号、上りは「いよ」10号が停車していた。1987年4月時点では停車列車はなくなっている。

### 年表
- 1923年（大正12年）5月1日：開業[3]。
- 1950年（昭和25年）3月18日 - 昭和天皇の戦後巡幸のお召し列車が停車。30秒であったが、町民らから奉迎が行われた[6]。
- 1971年（昭和46年）11月8日：貨物取扱廃止[3]。
- 1984年（昭和59年）
  - 2月1日：荷物扱い廃止[3]。
  - 4月1日：駅員無配置駅となり[7]、簡易委託化される[8]。
- 1987年（昭和62年）4月1日：国鉄分割民営化により、JR四国の駅となる[3]。
- 1991年（平成3年）10月5日：駅構内にJR四国直営のベーカリーウィリーウィンキー小松店がオープン[9]。
- 年月日不明：ウィリーウィンキー撤退。

## 駅構造
1番線が上下副本線、2番線が上下本線（制限速度100km/h）となっている一線スルーで対向式2面2線の交換可能な地上駅。このため、特急などの通過列車は両方向とも2番線を通過していくが、停車列車は両方向とも駅舎側の1番のりばを優先的に使用する。
1984年（昭和59年）4月1日に簡易委託化され、駅舎内で近距離乗車券を販売していたが、JR四国になってから事務室部分にパン屋「ウィリーウィンキー」が出店し無人化された。現在、「ウィリーウィンキー」は閉店して事務室部分は公文式の教室になっている。

### のりば
| のりば | 路線    | 方向 | 行先                       | 備考                       |
| ------ | ------- | ---- | -------------------------- | -------------------------- |
| 1      | ■予讃線 | 下り | 今治・松山・伊予市方面     |                            |
| 1      | ■予讃線 | 上り | 新居浜・伊予三島・高松方面 | 通常はこのホーム           |
| 2      | ■予讃線 | 上り | 新居浜・伊予三島・高松方面 | 停車列車同士の行違い時のみ |

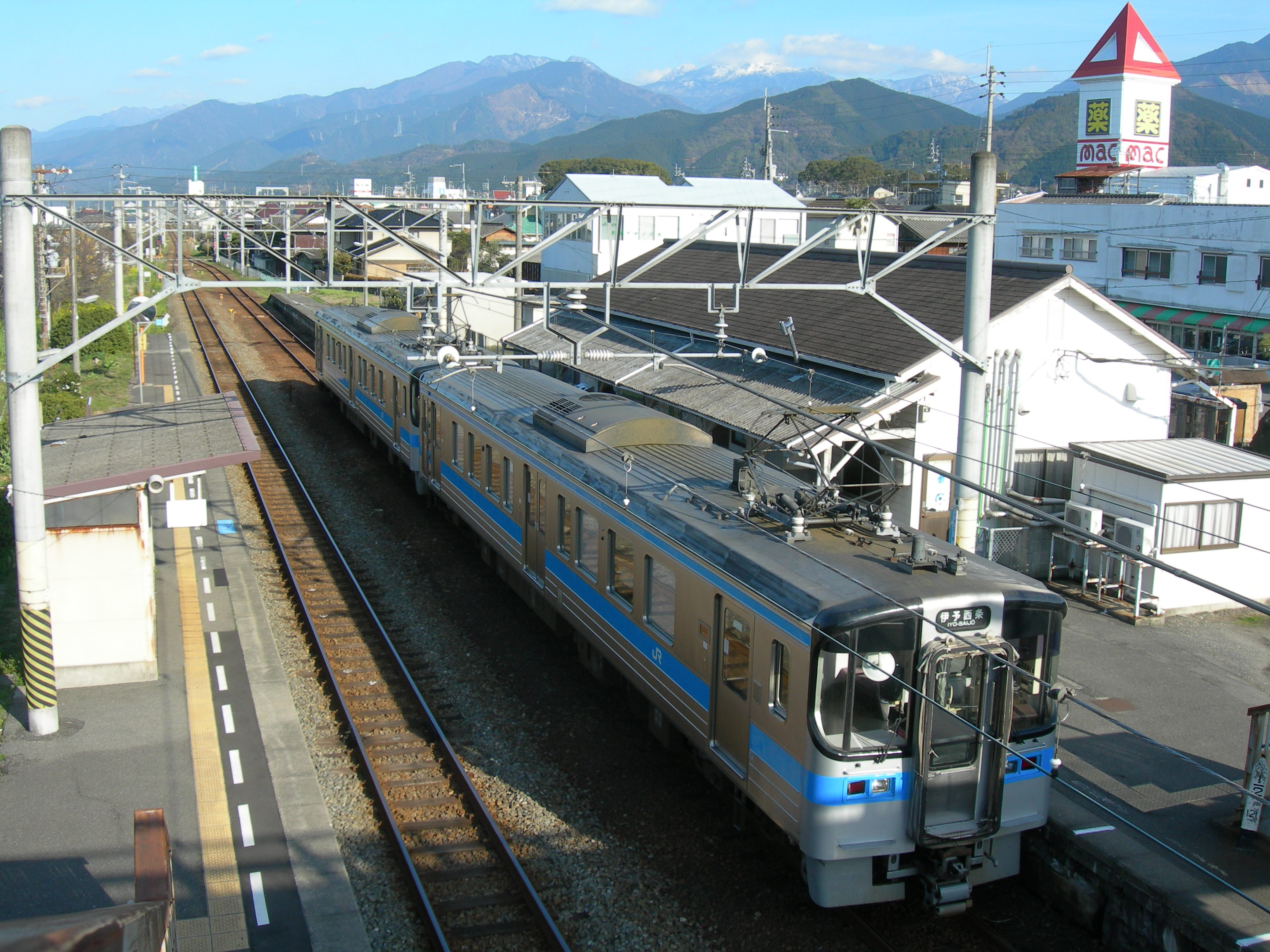
ホーム（2008年、玉之江方より）

## 駅周辺
- 四国霊場第六十一番札所香園寺（駅から約1km）
- 四国霊場第六十二番札所宝寿寺（駅から約100m）
- 西条市役所 小松サービスセンター
- 小松郵便局
- 西条市立小松小学校
- 愛媛県立小松高等学校

## 隣の駅
四国旅客鉄道（JR四国）
■予讃線
伊予氷見駅 (Y33) - 伊予小松駅 (Y34) - 玉之江駅 (Y35)